# Gary and Spot
«Gary and Spot» (укр. «Ґері та Плямчик») — другий епізод другої серії дванадцятого сезону мультсеріалу «Губка Боб Квадратні Штани». Вперше вийшов 27 липня 2019 року у США на каналі «Nickelodeon».
У цій серії Сенді розповідає про нічні пригоди Ґері і його таємного приятеля — Плямчика.

## Озвучування[2]
- Том Кенні ― Губка Боб Квадратні Штани, Ґері Равлик, Риба-Фермер
- Біл Фегербаккі ― Патрік Зірка (Зірко)
- Роджер Бумпас ― Сквідвард Щупальці (Щупаленко)
- Кленсі Браун ― Юджин Крабс
- Керолін Лоуренс ― Сенді Чікс
- Дуг Лоуренс ― Шелдон Планктон, Мервін
- Джил Теллі ― Карен Планктон, деякі Риби у місті
- Ді Бредлі Бейкер ― Плямчик (Спот)

## Міжнародний реліз
| Країна          | Канал                                 | Дата ефіру      |
| --------------- | ------------------------------------- | --------------- |
| США             | Nickelodeon                           | 27 липня 2019   |
| Польща          | Nickelodeon Poland                    | 23 травня 2019  |
| Велика Британія | Nickelodeon UK та Nickelodeon Ireland | 16 березня 2019 |
| Ірландія        | Nickelodeon UK та Nickelodeon Ireland | 16 березня 2019 |
| Європа          | Nicktons Europe                       | 28 березня 2019 |
| Туреччина       | Nickelodeon Turkie                    | 28 березня 2019 |
| Росія           | Nickelodeon Russia                    | 10 серпня 2019  |
| Україна         | Nickelodeon Global                    | 14 червня 2023  |

## Виробництво
Ця серія була підтверджена Вінсентом Воллером 22 жовтня 2018.